# Eleocharis macrostachya
Eleocharis macrostachya är en halvgräsart som beskrevs av Nathaniel Lord Britton. Eleocharis macrostachya ingår i släktet småsäv, och familjen halvgräs. Inga underarter finns listade i Catalogue of Life.